# 上戸田地域交流センター

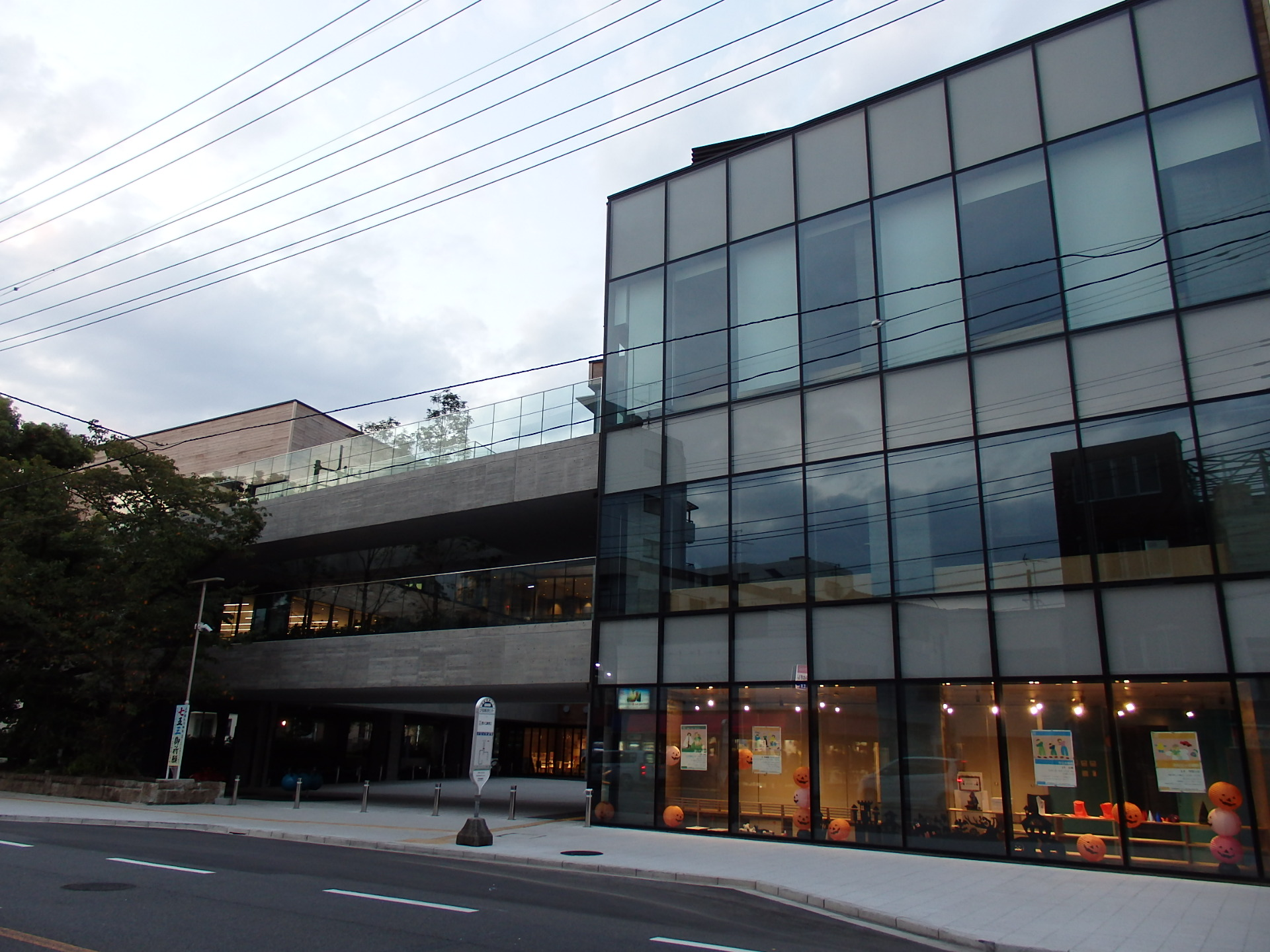
上戸田地域交流センター

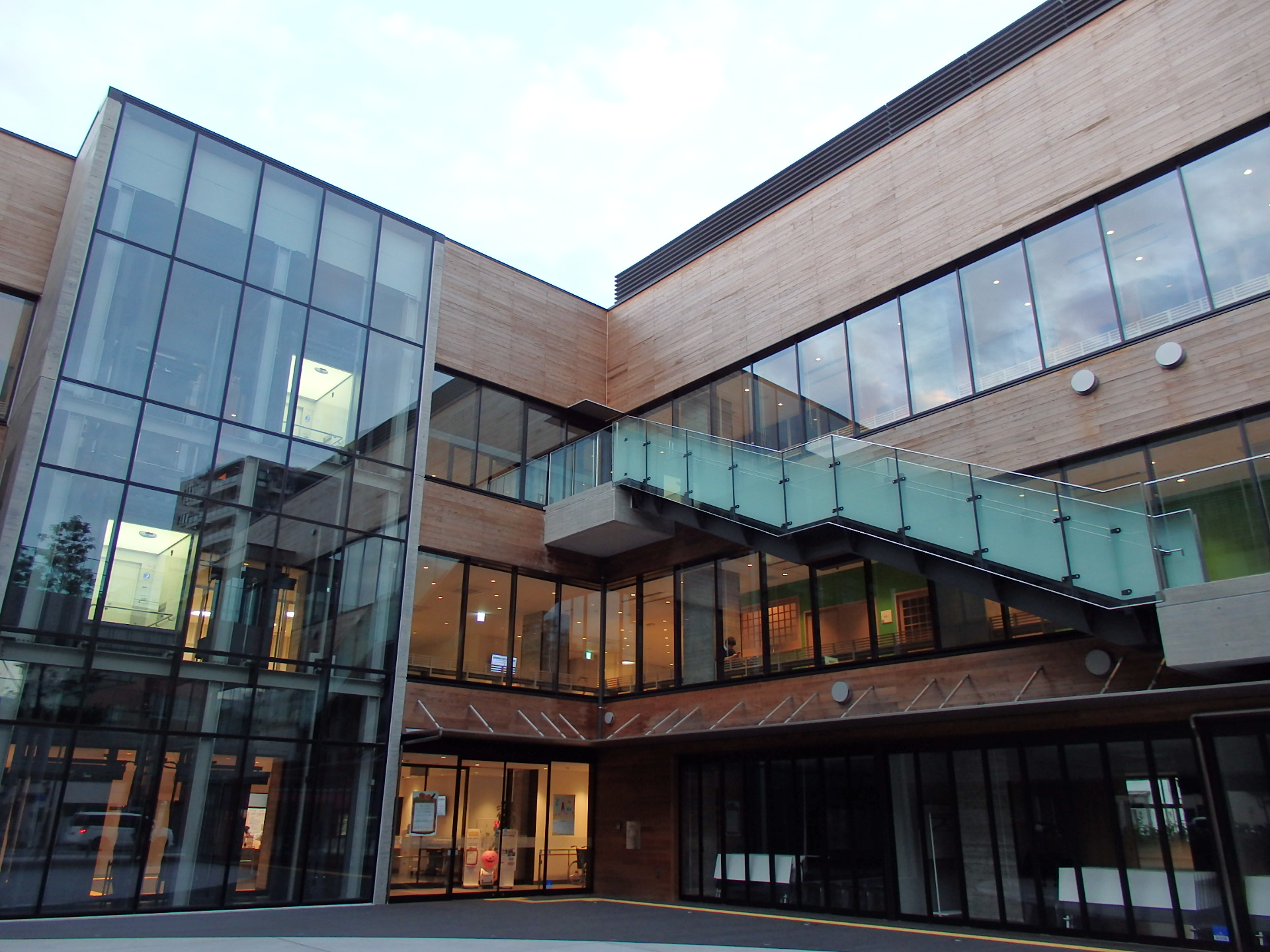
上戸田地域交流センター内部

上戸田地域交流センター（かみとだちいきこうりゅうセンター）は、埼玉県戸田市上戸田に所在する複合公共施設。愛称はあいパル。

## 概要
公民館や図書館を併設する前身の施設として上戸田2丁目18−13に上戸田福祉センターがあったが、老朽化が進み再整備が検討された。図書館分館、福祉センター機能、公民館機能、男女共同参画センター機能を統合した施設として、戸田市上戸田2-21-1の上戸田ふれあい広場（旧戸田市役所跡地）に新施設を新築し、移転することを決定し、建設を開始した。2015年9月にオープンし、戸田市立図書館上戸田分館が移転した。フレンドシップ上戸田共同事業体が運営する。

## 沿革
- 2014年（平成26年）3月18日 - エム・テック施工により着工。
- 2015年（平成27年）9月1日 - オープン。

## データ
- 地上3階建
- 敷地面積3,858.90㎡
- 建築面積1,738.33㎡

## アクセス
- JR東日本東北本線（埼京線）戸田公園駅東口から徒歩7分